# 밀퍼드헤이븐 후작부인 클레어 마운트배튼

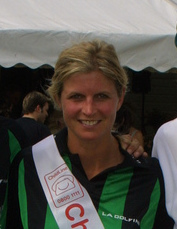
밀퍼드헤이븐 후작부인 클레어 마운트배튼

밀퍼드헤이븐 후작부인 클레어 허스트드 마운트배튼(Clare Husted Mountbatten, Marchioness of Milford Haven, 1960년 9월 2일 ~ )은 영국의 귀족, 저널리스트, 폴로 선수, 브랜드 홍보대사이다. 2018년, 후작부인은 자선 단체인 제임스 플레이스를 공동 설립했다.